# Pentaboran(11)
Pentaboran(11) là hợp chất vô cơ có công thức hóa học là B5H11. Nó là một hợp chất của bor với hydro ít được biết đến. Pentaboran(9) (B5H9) được nghiên cứu nhiều hơn.

## Cấu tạo
Pentaboran(11) có cấu trúc giống như mạng nhện.

## Tổng hợp
Giống như nhiều hợp chất bor với hydro khác, pentaboran(11) ban đầu thu được từ quá trình nhiệt phân diboran(6). Quá trình tổng hợp pentaboran(11) nên loại bỏ tạp chất [B4H9]-. Acid Lewis hydro hóa các hợp chất bor với hydro khác để tạo ra B4H8 không ổn định, tiền thân của B5H11:
[B4H9]− + BBr3 → B4H8 + HBBr3−
2B4H8 → B5H11 + "B3H5"